# گرترود آدلبورگ
گرترود آدلبورگ (انگلیسی: Gertrud Adelborg; ۱۰ سپتامبر ۱۸۵۳ – ۲۵ ژانویهٔ ۱۹۴۲) آموزگار، حق رأی اهل سوئد بود.
وی همچنین برندهٔ جوایزی همچون ایلیس کواروم شده است.

## زندگی‌نامه
گرترود آدلبورگ در ۱۰ سپتامبر ۱۸۵۳ در کارلسکرونا در استان بله‌کینگه در سوئد زاده شد. او دختر کاپیتان نیروی دریایی و اشراف‌زاده‌ای به نام برور یاکوب آدلبورگ (۱۸۱۶–۱۸۶۵) و همسرش هدویک کاترینا آف اور (۱۸۲۰–۱۹۰۳) بود. او خواهر اوتیلیا آدلبورگ (۱۸۵۵–۱۹۳۶)، تصویرگر کتاب، و ماریا آدلبورگ (۱۸۴۹–۱۹۴۰)، هنرمند نساجی، بود. گرترود هرگز ازدواج نکرد. او آموزش خود را زیر نظر آموزگاری در خانه و در مدارس دخترانه گذراند. از سال ۱۸۷۴ تا ۱۸۷۹ به عنوان آموزگار کار کرد و از ۱۸۸۱ تا ۱۸۸۳ در دیوان تجدیدنظر سوئا (به سوئدی: Svea hovrätt) مشغول به کار بود.
گرترود آدلبورگ در جنبش زنان سوئد و مبارزه برای حق رأی زنان فعال بود. او از سال ۱۸۸۴ تا ۱۹۰۷ برای دفتر انجمن فردریکا برمر (FBF) کار می‌کرد و از سال ۱۸۸۶ رئیس شعبه استکهلم این انجمن بود. همچنین از سال ۱۸۹۷ تا ۱۹۱۵ عضو کمیته مرکزی FBF به‌شمار می‌رفت. او مدرسهٔ کشاورزی برای زنان (به سوئدی: Landthushållningsskola för kvinnor) را در ریمفورسا در استان اوسترگوتلاند پایه‌گذاری کرد و از ۱۹۰۷ تا ۱۹۲۱ عضو هیئت‌مدیرهٔ آن مدرسه بود.

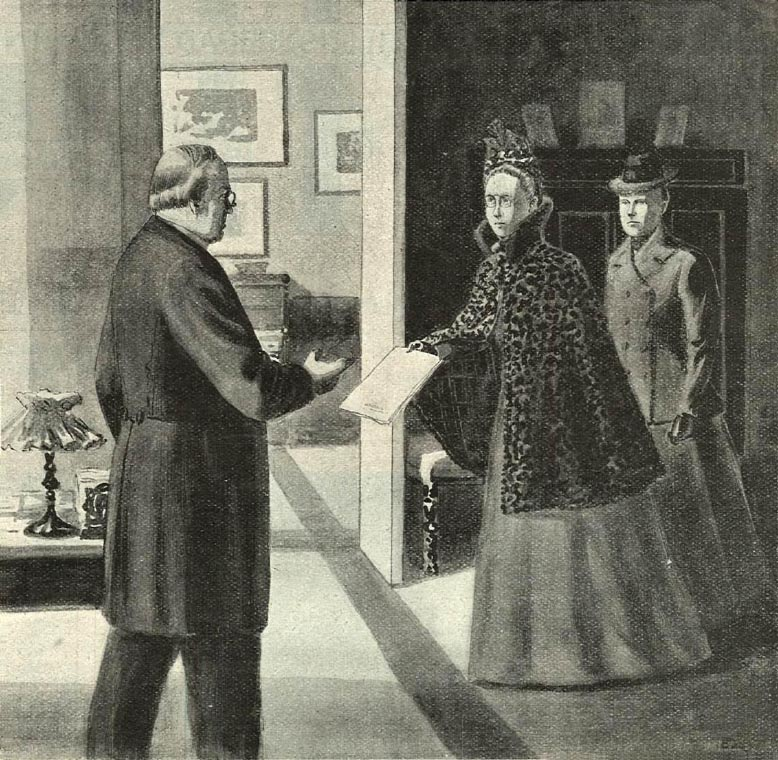
آگدا مونتلیوس و گرترود آدلبورگ در حال ارائهٔ طومار حق رأی زنان به نخست‌وزیر اریک گوستاف بوستروم در سال ۱۸۹۹

در سال ۱۸۹۹، هیئتی از سوی FBF پیشنهادی برای اعطای حق رأی به زنان را به نخست‌وزیر وقت، اریک گوستاف بوستروم ارائه داد. ریاست این هیئت را آگدا مونتلیوس برعهده داشت و گرترود آدلبورگ نیز همراه او بود. او خود متن این درخواست را نگاشته بود. این نخستین‌بار بود که جنبش زنان سوئد به‌صورت رسمی و مستقیم خواهان حق رأی برای زنان می‌شد.
گرترود آدلبورگ از سال ۱۹۰۳ تا ۱۹۰۶ عضو کمیته مرکزی انجمن ملی حق رأی زنان (به سوئدی: Landsföreningen för kvinnans politiska rösträtt, LKPR) بود. در سال ۱۹۰۷، او ریاست هیئتی از LKPR را برعهده داشت که به دیدار پادشاه اسکار دوم سوئد رفتند تا خواستهٔ خود را مطرح کنند. آدلبورگ در این دیدار، اصلاحات مربوط به حقوق زنان که در زمان سلطنت اسکار اول سوئد، پدر اسکار دوم، به تصویب رسیده بود را یادآور شد و سپس ابراز امیدواری کرد که «فرزند اسکار اول نیز نام خود را به پیشنهاد اعطای حق رأی زنان پیوند بزند». به گفتهٔ لودیا والستروم: «همین‌که نام پدرش را شنید، توجه پادشاه جلب شد»، و اسکار دوم قول داد که از این موضوع حمایت کند، اما افزود که به عنوان یک پادشاه مشروطه نمی‌تواند کار چندانی انجام دهد و تردید دارد که دولت وقت نیز اقدامی بکند.
گرترود آدلبورگ در جنبش حق رأی، نقشی مهم اما کمتر در انظار عمومی ایفا می‌کرد: او وظایف دبیری را بر عهده داشت، به گردآوری اطلاعات می‌پرداخت، کارها را سازمان‌دهی می‌کرد و نویسندهٔ بسیاری از نشریات و بیانیه‌های این جنبش بود.
او یکی از بنیان‌گذاران واکسامهت، سازمانی ضد قاچاق جنسی، بود.
گرترود آدلبورگ دوران بازنشستگی‌اش را در گانیف واقع در استان دالارنا گذراند. در سال ۱۹۰۷، مدال سلطنتی سوئد، ایلیس کوروم، به وی اهدا شد. گرترود آدلبورگ در سال ۱۹۴۲ درگذشت و در گانیف به خاک سپرده شد.